# Латынникова, Ирина Николаевна
Ири́на Никола́евна Латы́нникова (род. 31 июля 1962, Кызыл, Тувинская АССР, РСФСР, СССР) — российский театральный режиссёр, педагог (1983—2019), доцент театральной кафедры в КемГИКе (с 1998 г.), актриса и режиссёр Литературного театра «Слово» (с 2002 г.), главный режиссёр Театра для детей и молодежи (с 2004 г.), заслуженный работник культуры Российской Федерации (2024).

## Биография
Ирина Латынникова родилась в городе Кызыл (31 июля 1962 г.) в семье военного.
В возрасте шести лет Ирина с родителями переехала в Кемерово, но через три года ее отца распределили в Богородицк (Тульская область), куда семья перебралась.
Окончив школу Ирина Латынникова возвращается в Кемерово и поступает в Кемеровский государственный институт культуры на специальность «режиссёр любительского театра» курс Людмилы Николаевны Ирискиной (ученица М. Буткевича).
Окончив институт в 1983 г. Ирина остается преподавать в институте, а с 1998 г. она становится доцентом театральной кафедры.

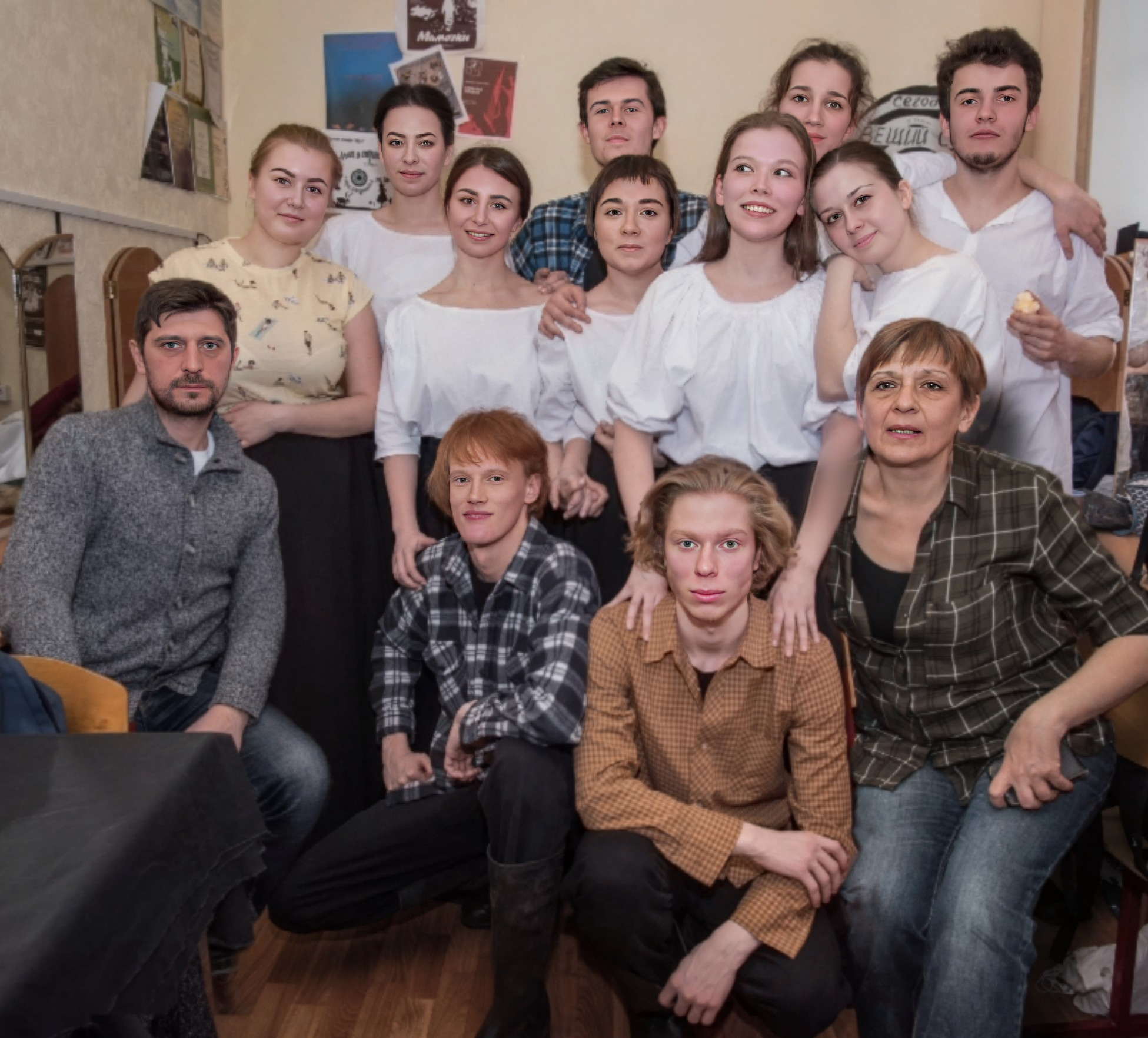
Последний актёрский курс, набранный в 2015 г. Слева — Е. В. Белый (преподаватель, актёр Театра для детей и молодёжи), по центру слева — Н. Г. Шарифулин (поэт, писатель, актёр театра и кино), справа — И. Н. Латынникова (КемГИК, 2016 г.)

В 1992 г. Ирина Латынникова окончила Российскую академию театрального искусства (ныне ГИТИС) по специальности «театроведение и театральная критика».
В 2002 г. Ирина Латынникова становится режиссёром и по совместительству актрисой Литературного театра «Слово» (при Государственной филармонии Кузбасса им. Б. Т. Штоколова).
В 2004 г. муниципалитет города Кемерова решает сменить руководство Театра драмы и комедии для детей и молодёжи на Весенней (ныне Театра для детей и молодежи), назначив Ирину Латынникову главным режиссером. За первый сезон (2004—2005 гг.) ей удалось поставить 10 спектаклей.
При Ирине Латынникове Театр для детей и молодежи стал активно развиваться, участвуя в театральных премиях и фестивалях, где получил признание зрителей и критиков.

## Общественное признание
- Х Российскиая Национальная Театральная премия «Арлекин» (г. Санкт-Петербург), спектакль «Волшебное кольцо» (Б. Шергин), номинация «Лучшая работа режиссёра» — Ирина Латынникова (2013 г.)[5].
- ХI Российская Национальная Театральная премия «Арлекин» (г. Санкт-Петербург), спектакль «Что случилось с крокодилом» (М. Москвина), лауреат: «Лучшая работа режиссёра» — Ирина Латынникова (2014 г.), «Приз зрительских симпатий глазами детей», специальный приз генерального информационного партнёра «Радио России» и специальная премия театральных критиков и журналистов[6].
- Российская Национальная театральная премия «Арлекин» (г. Санкт-Петербург), спектакль «Что случилось с крокодилом» (М. Москвина), номинация «Лучшая работа режиссёра» — Ирина Латынникова, почетная премия «За весомый вклад в развитие детского театра России», статуэтка Арлекина (2017 г.).
- Специальная программа «Детский weekend» Российской национальной театральной премии и фестиваля «Золотая маска» (г. Москва), спектакль «Что случилось с крокодилом» (М. Москвина).

Театр для детей и молодежи под руководством Ирины Латынниковой гастролировал в Берлин, несколько раз выступал в Китае (Пекин, Шанхай, Куншань, Нанкин, Ханчжоу).

## Награды
- медаль «За служение Кузбассу»,
- медаль «За Веру и Добро»,
- медаль «Лауреат премии Кузбасса»,
- медаль Алексея Леонова,
- бронзовый и серебряный знак «За заслуги перед городом Кемерово»,
- почётный знак «Гордость города Кемерово»,
- заслуженный работник культуры Российской Федерации (2024)[2].